# Sympistis grumi
Sympistis grumi là một loài bướm đêm trong họ Noctuidae.